# Сухомазов, Илья Данилович
Илья Данилович Сухомазов (1907 — 1944) — советский инженер-геолог, лауреат Государственной премии СССР (1967).
Родился 1 января 1907 г.
Образование: два курса педагогического факультета Иркутского государственного университета (1926—1928).
С 1932 г. работал в разных должностях в системе Восточно-Сибирского (Иркутского) геологического управления.
Автор статей и геологических карт.
Сочинения:
- Сухомазов И. Д. Железорудные месторождения Селенгинской Даурии // 50 лет Кяхтинского республиканского музея краеведения им. акад. В. А. Обручева. М,- Л.: Издательство АН СССР, 1941. — С. 39-54.
- Сухомазов И. Д. Список месторождений минеральных строительных материалов.—В кн. «Мин. рес. В. Сиб.», 1939, т. II, Мин. стр. мат., 418—469 (В.-Сиб. ГУ).
- И. Ф. Щепетунин и И. Д. Сухомазов—К вопросу получения серной кислоты и портланд-цемента из гипсов Восточной Сибири. В кн. Недра Восточной Сибири [Текст] : Сб. статей / Под ред. Н. А. Коренева; Вост.-Сиб. геол. упр. — Иркутск : Иркут. обл. изд., 1940. — 112 с., 2 вкл. л. карт. : черт., карт.; 21 см.

Умер 2 марта 1944 года.
В 1967 г. посмертно присуждена Государственная премия СССР за участие в открытии, разведке и оценке Савинского месторождения магнезита.